# Архів історії математики Мактьютор
Архі́в істо́рії матема́тики Мактью́тор (англ. MacTutor History of Mathematics archive) — вебсайт, що містить біографії багатьох відомих математиків, а також інформацію про історію математики. Архів знаходиться на сайті Сент-Ендрюського університету у Шотландії й підтримується Джоном О'Коннором та Едмундом Робертсоном.
Крмп'ютерна база біографій математиків дозволяє здійснювати пошук за абеткою та хронологічним вказівником. Станом на 2021 рік база містила понад 3000 біографій математиків та вчених із суміжних галузей, періоди життя яких впорядковані за часовою шкалою (англ. Timeline). До списку включено біографії понад 140 жінок-математиків.
Хронологічний вказівник (англ. Full Chronology) видатних досягнень у математиці розділений на 37 часових інтервали (станом на 2016 рік) і охоплює період від часів Стародавнього Єгипту до 1960 року.
Кожна стаття (наскільки можливо) містить основну інформацію про персону, що включає дату народження і смерті, портрет, детальну біографію та основні здобутки вченого. До статті також додається бібліографічний список, статті про праці цього математика, додаткові посилання.
Інформація з історії математики поміщена в окремому розділі під назвою англ. History Topics Index, який містить історію математики у різних культурах та історію різних розділів математики. Станом на 2016 рік подано розділи з історії математики у Вавилоні, Єгипті, Греції, Індії, арабському світі, Америці, Шотландії, а також про математику мая. Серед різних розділів математики у вказівнику розділу представлені алгебра, аналіз, геометрія і топологія, числа і теорія чисел, математична фізика, математична астрономія, математична освіта та їх підрозділи. Крім цього, в есе з історії математики розглядаються політичні моменти та конфлікти, пов'язані з науковими дослідженнями і з математикою зокрема.
У 2015 році О'Коннор і Робертсон за роботу над цим архівом отримали Премію Херста (англ. Hirst Prize) від Лондонського математичного товариства у формулюванні заслуги авторів при удостоєні премії архів названо як «найчастіше використовуваний і найавторитетніший вебресурс в історії математики».